# Stanice metra uzavřeného typu

Průřez stanicí metra uzavřeného typu

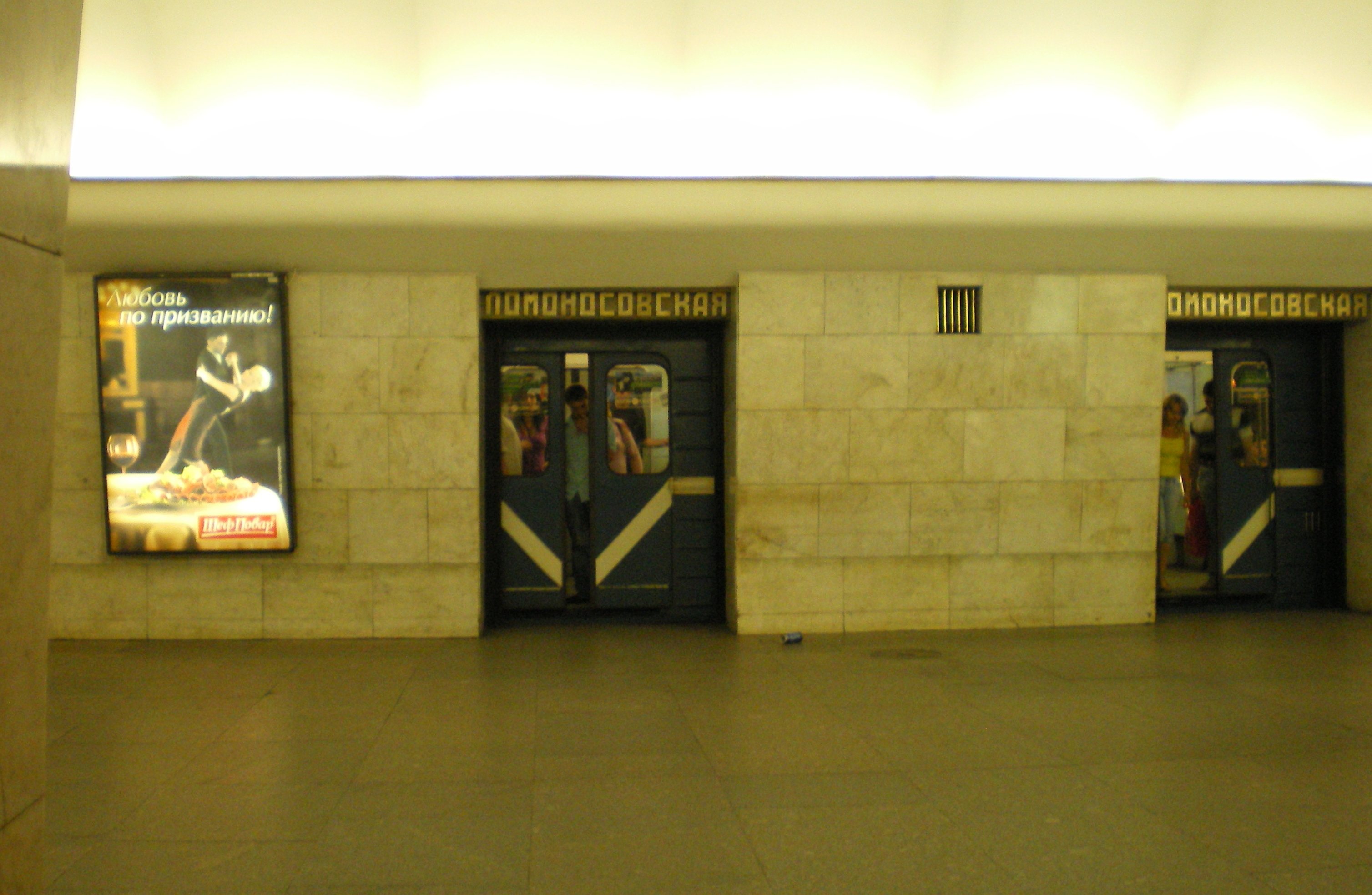
Vlak ve stanici Lomonosovskaja; otevřeny jsou dveře ve stanici i ve vlaku

Stanice metra uzavřeného typu (rusky Станция закрытого типа) se skládá ze tří lodí. Prostřední hlavní loď tvoří část stanice přístupnou pro cestující, zbylé dvě boční lodě tvoří tunely ražené pro soupravy metra. Tyto tunely jsou oddělené od prostřední lodi nosnými stěnami a posuvnými dveřmi, které se otevírají jen v případě, že přijede vlak – stanice je tak uzavřená. Tyto stanice se nacházejí jedině v Petrohradském metru a byly budovány mezi lety 1961 a 1972.
Tomuto typu stanice se někdy přezdívá vodorovný výtah (rusky горизонтальный лифт) kvůli podobnosti s běžnými výtahy, u kterých se dveře kabiny otevírají současně s dveřmi šachty.

## Charakteristika
Hlavní rozdíl oproti klasickým a nejpoužívanějším trojlodním stanicím je, že boční lodě jsou konstruovány užší (není potřeba, aby měly místo pro nástupiště) a jsou oddělené posuvnými dveřmi. Ty se otevírají, jen když vlak stojí ve stanici. 
Zařízení SOSD (svetiľnik otkrytija stancionnych dverej, светильник открытия станционных дверей) skládající se z řady světel a fotobuněk umístěných na úrovni prvního vozu soupravy zařizuje, aby vlak zastavil tak, že budou jeho dveře přesně proti dveřím stanice. Zvláštní zařízení synchronizuje čas a rychlost otevírání dveří ve vozech a ve stanici. Zařízení UFKP (ustrojstvo fotoelektričeskogo kontrolja passažira, устройство фотоэлектрического контроля пассажира) a RUBEŽ-3M kontrolují infračerveným paprskem prostor mezi dveřmi stanice a vlaku, aby v případě pádu cestujícího nebo nějakého předmětu nebyl umožněn rozjezd vlaku.
Podobný systém staničních dveří se užívá i v západoevropských metrech s automaticky řízenými vlaky; tam však oddělení prostoru pro vlak a pro cestující tolik nezasahuje do konstrukce stanice.

## Výstavba
Stanice uzavřeného typu byly ve své době preferovány kvůli jednodušší výstavbě. Boční lodě mají stejný poloměr jako traťové tunely, a tudíž není nutné přestavovat a otáčet razicí štít kvůli ražbě lodí o jiné velikosti. Není též nutné budovat perony a obkládat boky tunelů – klesne spotřeba stavebnin a práce trvají kratší dobu. Celkem se tak významně sníží náklady na výstavbu. S budováním těchto stanic se však skončilo v roce 1972 z několika důvodů: 
- vyšší provozní náklady (složitý mechanismus dveří je nutné udržovat a pravidelně kontrolovat)
- nižší přepravní kapacita (kvůli složitému zastavování metro tráví ve stanici delší dobu a tím se prodlužují intervaly vlaků na lince)
- na menší plochu stanice se vejde méně cestujících.

## Výhody a nevýhody
Výhody:

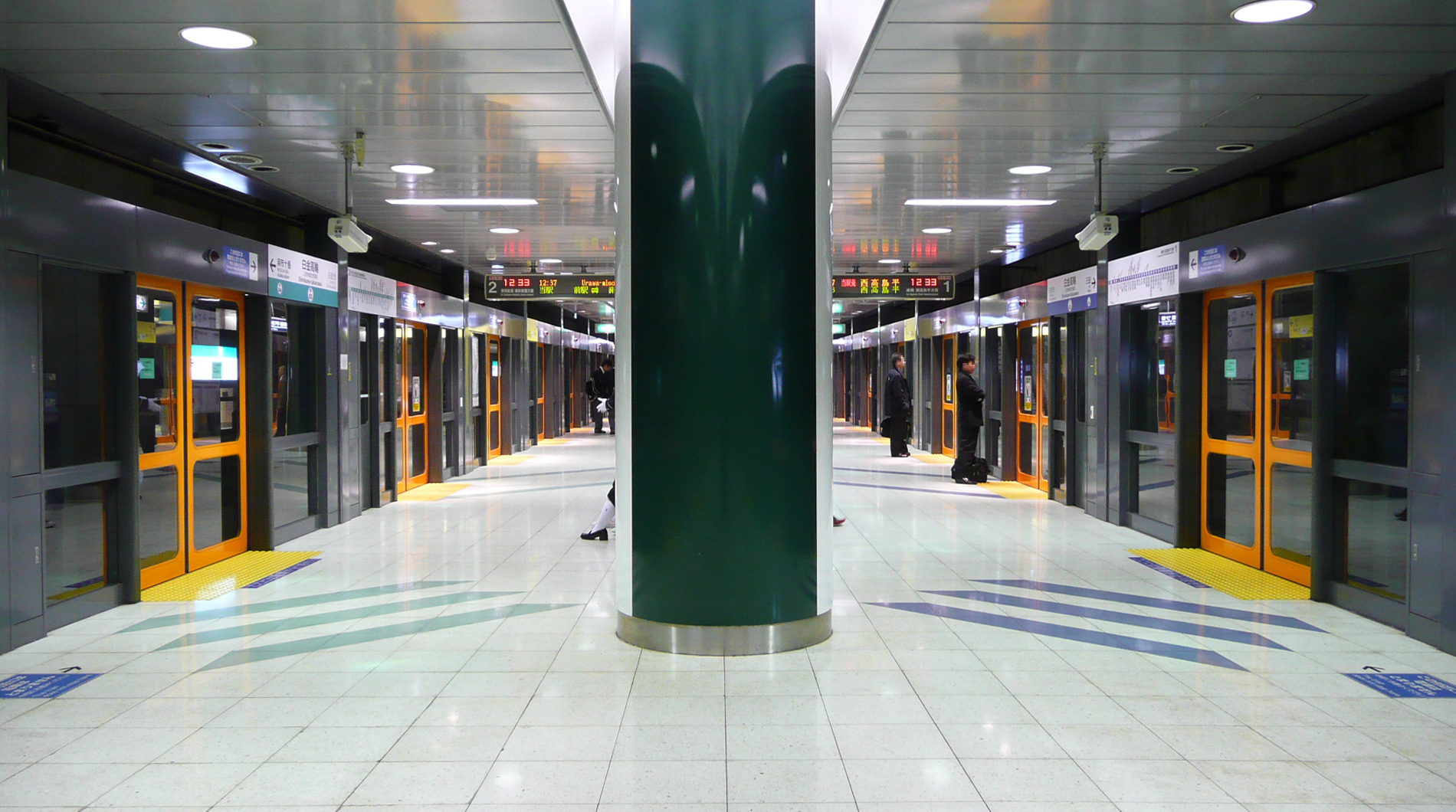
Stanice Shirokanedai linky Namboku a Mita v tokijském metru

- zvyšuje bezpečnost – zabraňuje náhodnému pádu cestujících a věcí do kolejiště a následné srážce s vlakem
- zjednodušuje klimatizaci na stanici (vytápění a větrání jsou účinnější díky oddělení stanice od tunelů)
- nižší náklady – eliminuje potřebu používat strojníky a vodiče při použití ve spojení s autovědou, čímž se snižují náklady na pracovní sílu
- snižuje hluk projíždějícího vlaku stanicí

Hlavní nevýhodou tohoto systému je jeho cena. Instalace systému pro kontrolu a otvírání dveří obvykle stojí několik milionů amerických dolarů za každou stanici. Tento systém omezuje typ souprav, které mohou být použity na trati. Pokud se staré vlaky vymění za nové, musí mít stejnou pozici dveří jako vlaky předchozí, protože dveře soupravy musí lícovat s dvěřmi nástupiště. To vede k dodatečným nákladům v důsledku modernizace a možnosti nákupu jen určitých souprav. Rovněž brání přirozenému větrání a zvyšuje náklady na kontrolu klimatu v tunelu.
Dveře samy o sobě představují vlastní bezpečnostní rizika. Může se stát, že se lidé zaseknou mezi dveřmi nástupiště a vozem vlaku a při rozjezdu pak mohou být rozdrceni. Případy tohoto výskytu jsou vzácné. Mohou záviset na systému řízení přístupu a designu dveří.

## Alternativa – automatické dveře platformy

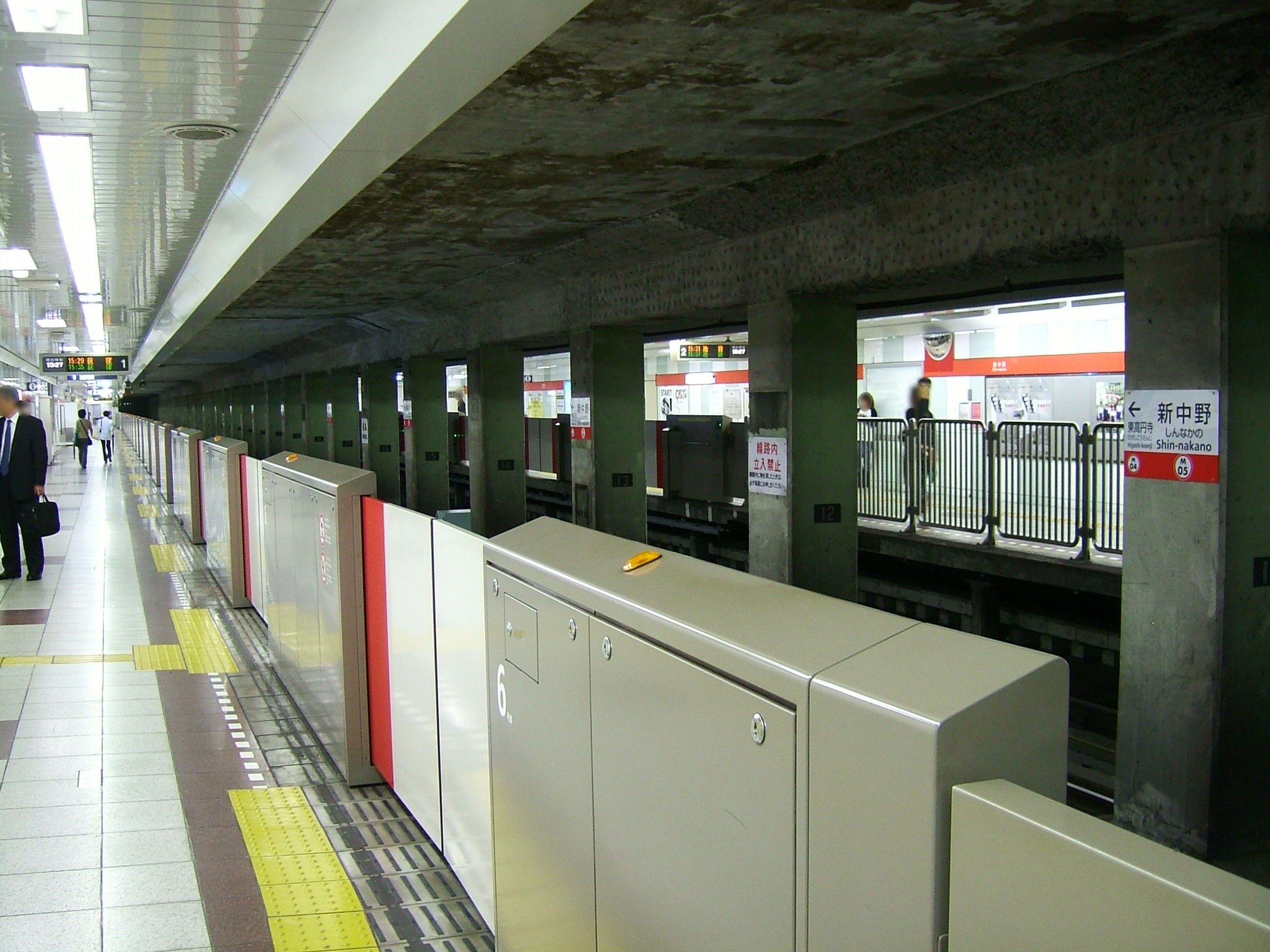
Stanice Shin-Nakano, linka Marunouchi, Tokijské metro

Tento systém se skládá z bariéry v podobě plotu s dveřmi, jehož výška je obvykle jen poloviční oproti systému posuvných dveří plošiny. Nachází se na okraji železničních nástupišť, aby se zabránilo náhodnému pádu cestujících na železničních tratích. Stejně jako systém posuvných dveří se dveře na nástupišti otevírají a zavírají současně s dveřmi vlaku.
Instalace tohoto systému je levnější než systémy posuvných dveří plošiny, proto některé železniční společnosti tento systém preferují při modernizaci starých stanic a instalaci nových. Slouží jako možnost zvýšení bezpečnosti na železničních nástupištích a zároveň bez použití klimatizačního systému nebrání přirozenému větrání. Tento systém je však méně účinný než systém posuvných dveří plošiny, protože neodděluje stanici zcela od železničních tratí a nezabraňuje tak lidem v úmyslném zásahu do železniční tratě.
Petrohradské stanice s automatickými dveřmi na nástupišti (s bočními nástupišti):
- Běgovaja (otevřena 26. května 2018)
- Novokrestovskaja (otevřena 26. května 2018)

## Petrohradské stanice uzavřeného typu

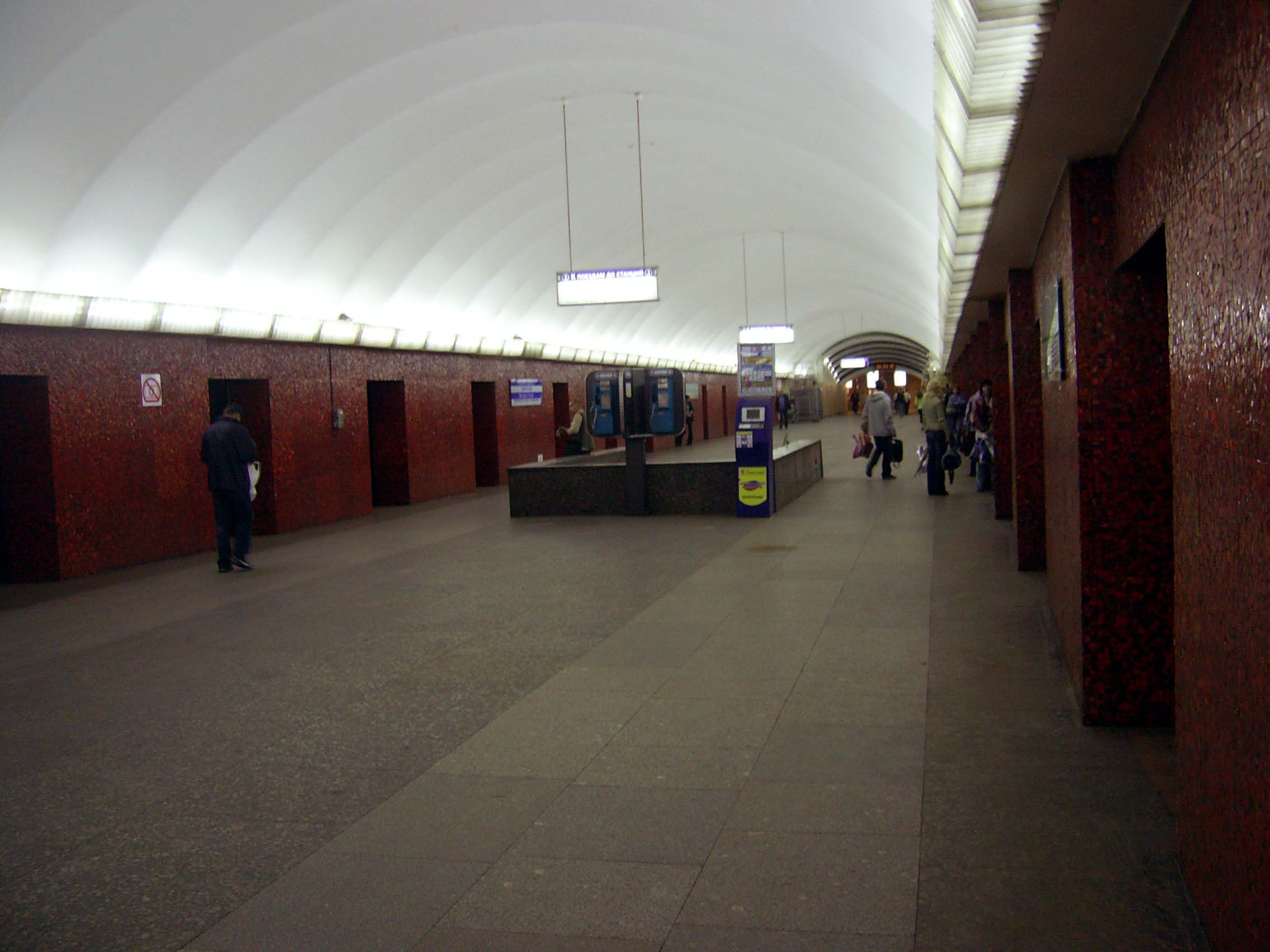
Stanice Majakovskaja na Něvsko-Vasileostrovské lince

- Park Pobědy (otevřena 29. dubna 1961)
- Petrogradskaja (otevřena 1. července 1963)
- Vasileostrovskaja (otevřena 3. listopadu 1967)
- Gostinyj dvor (otevřena 3. listopadu 1967)
- Majakovskaja (otevřena 3. listopadu 1967)
- Ploščaď Aleksandra Něvskogo (otevřena 3. listopadu 1967)
- Moskovskaja (otevřena 24. prosince 1969)
- Jelizarovskaja (otevřena 26. prosince 1970)
- Lomonosovskaja (otevřena 26. prosince 1970)
- Zvjozdnaja (otevřena 25. prosince 1972)